# Museum der Volksarchitektur und des Lebens in den Transkarpaten
Das Museum der Volksarchitektur und des Lebens in den Transkarpaten (ukrainisch Музей народної архітектури та побуту Прикарпаття)   ist ein Freilichtmuseum der Volksarchitektur der Waldkarpaten in der ukrainischen Stadt Uschhorod. 

## Beschreibung

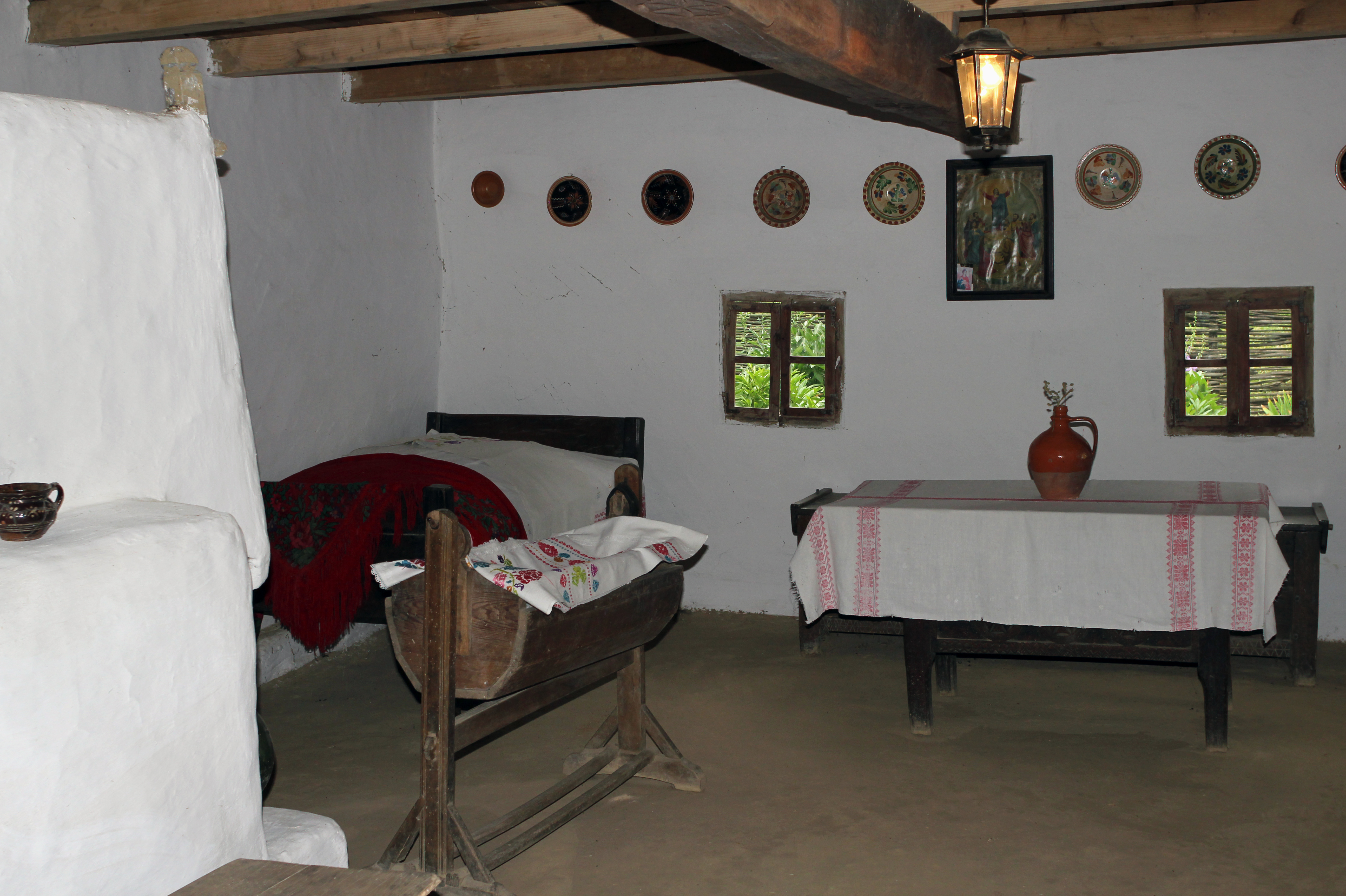
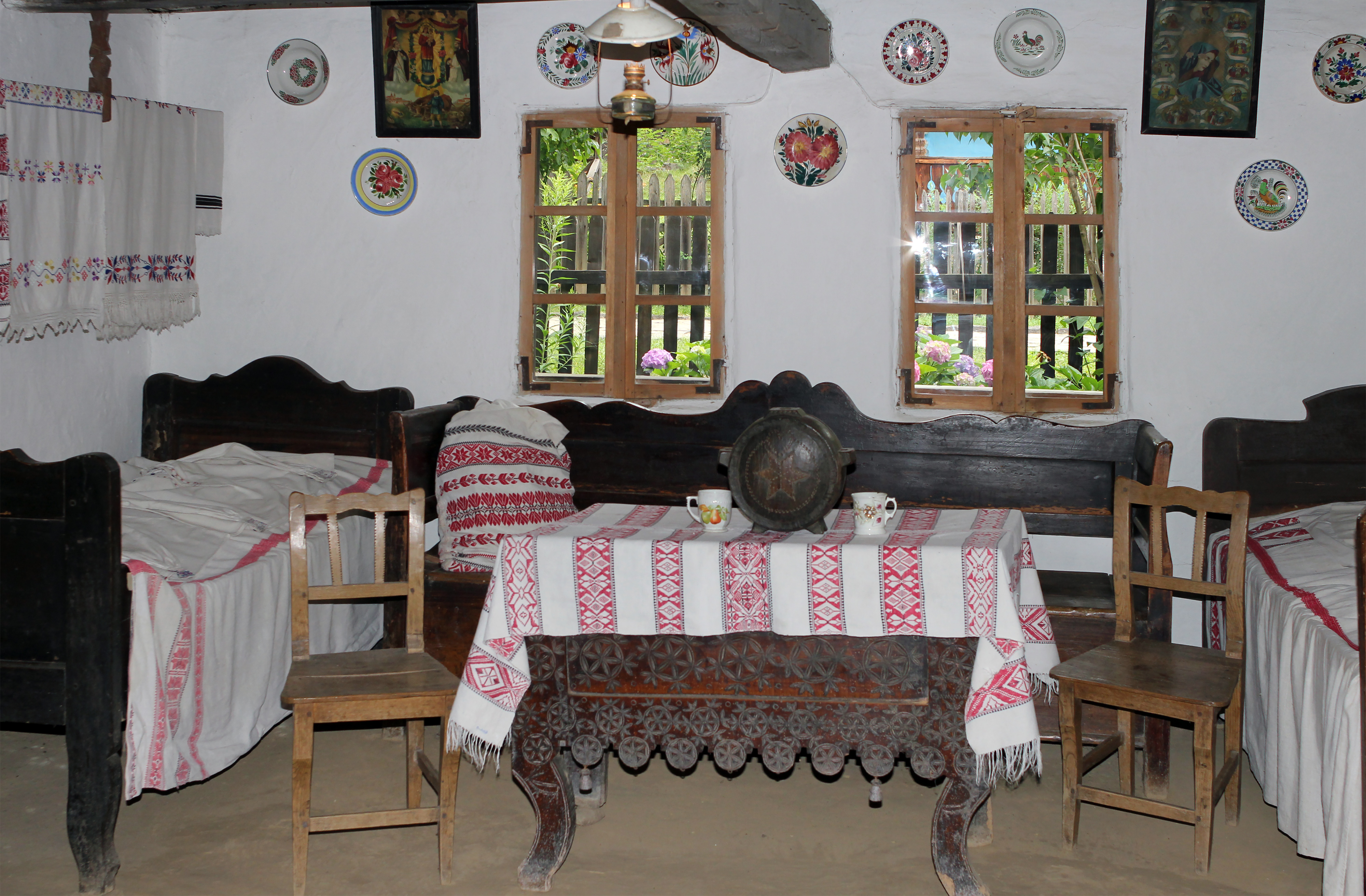
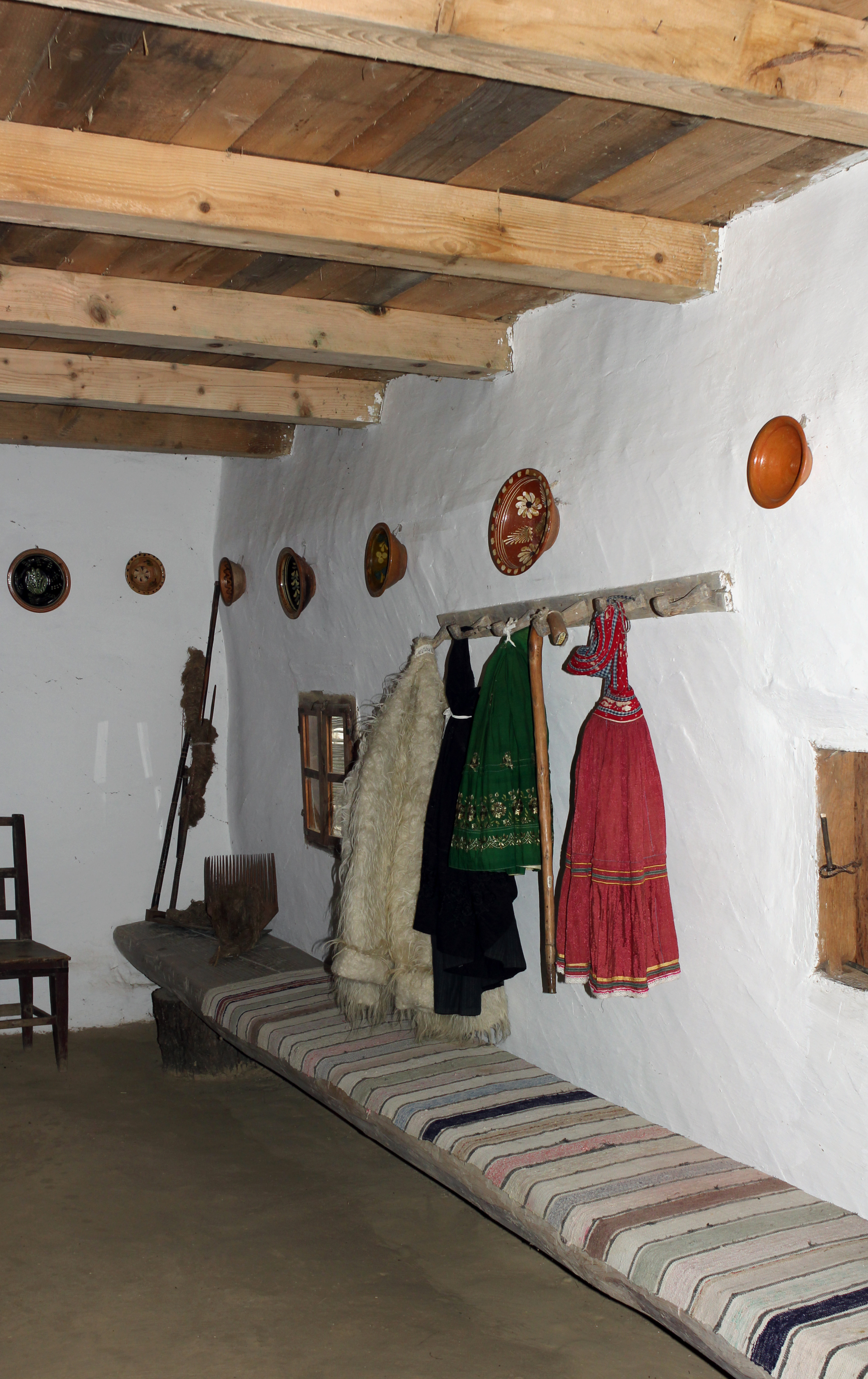
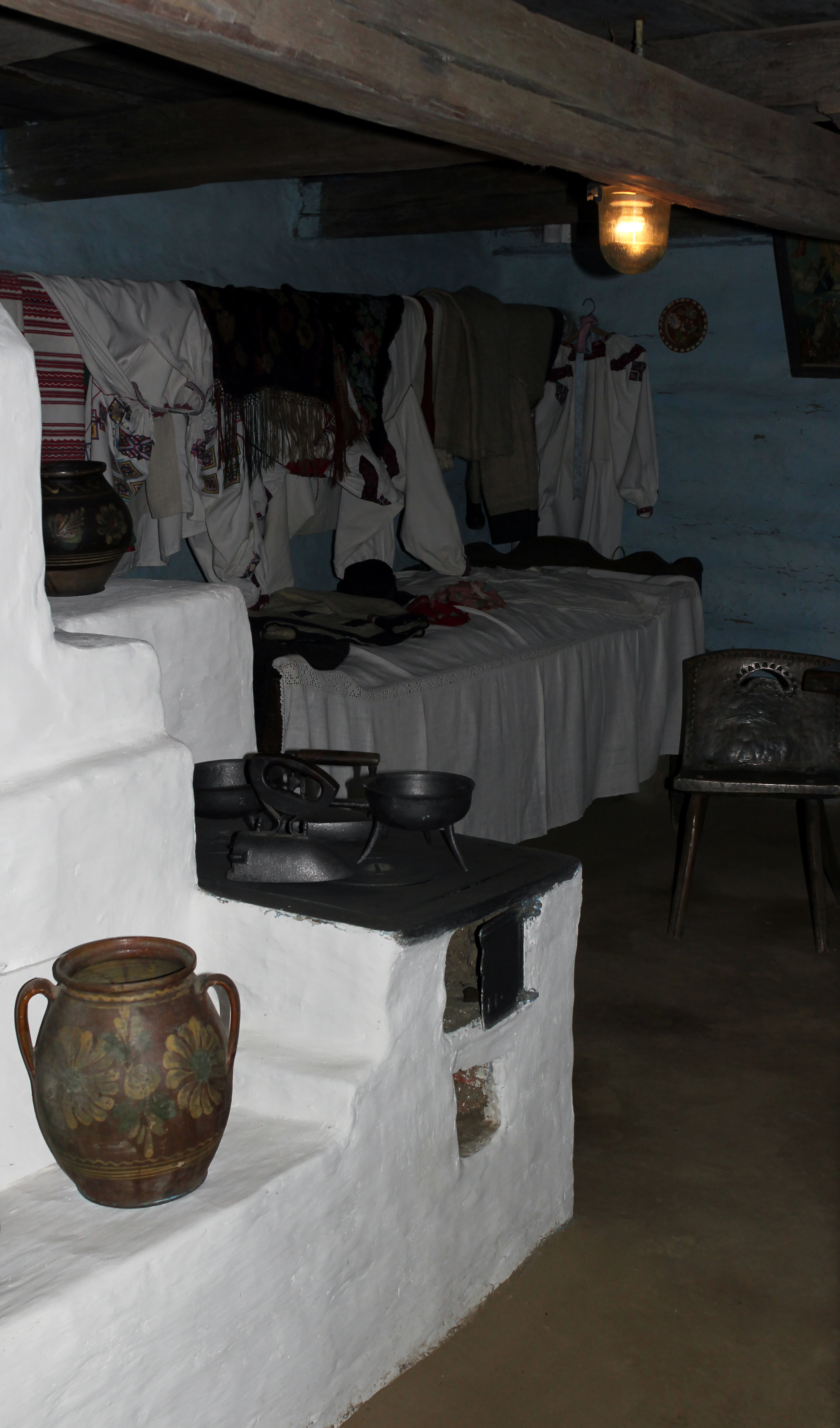
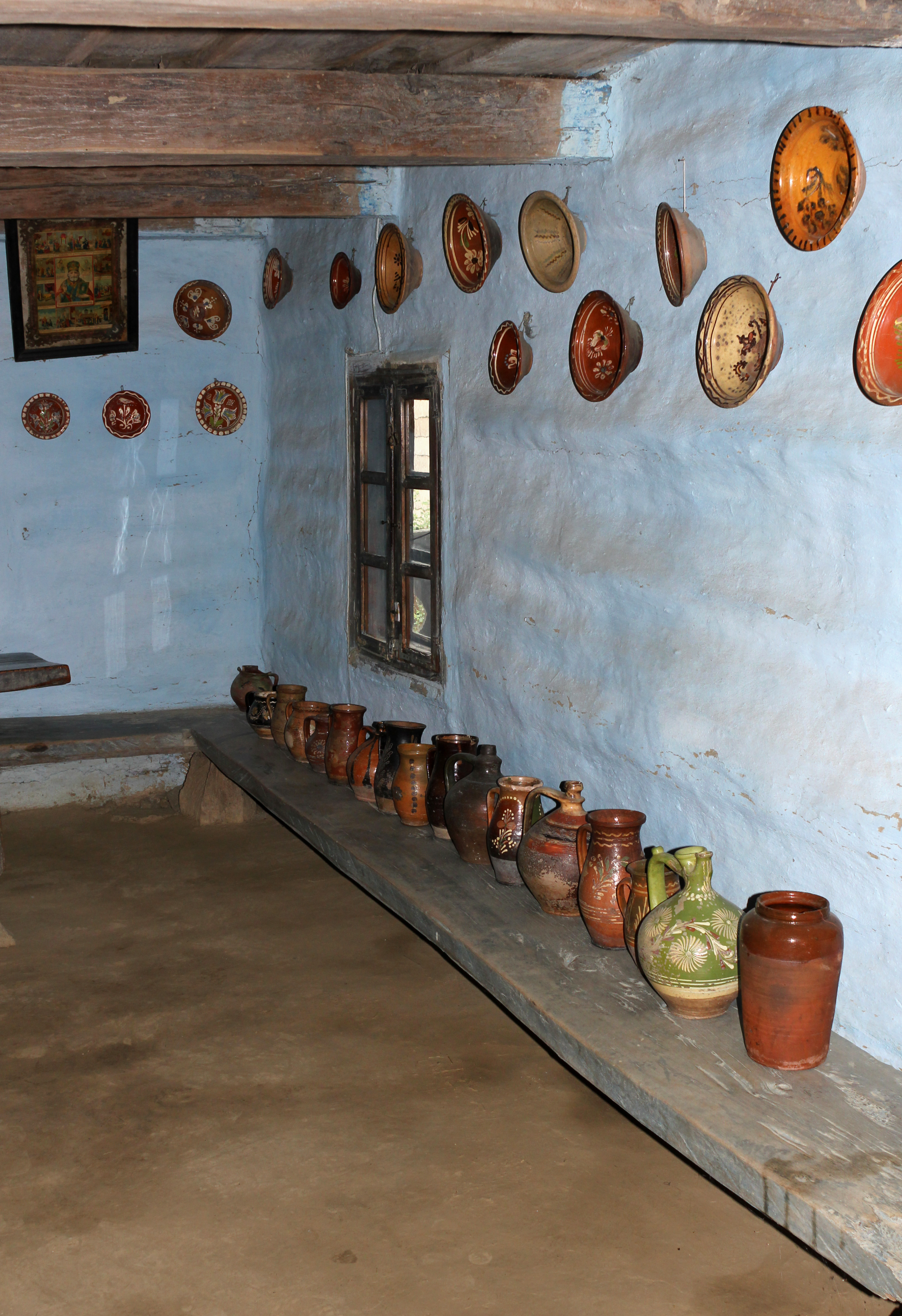
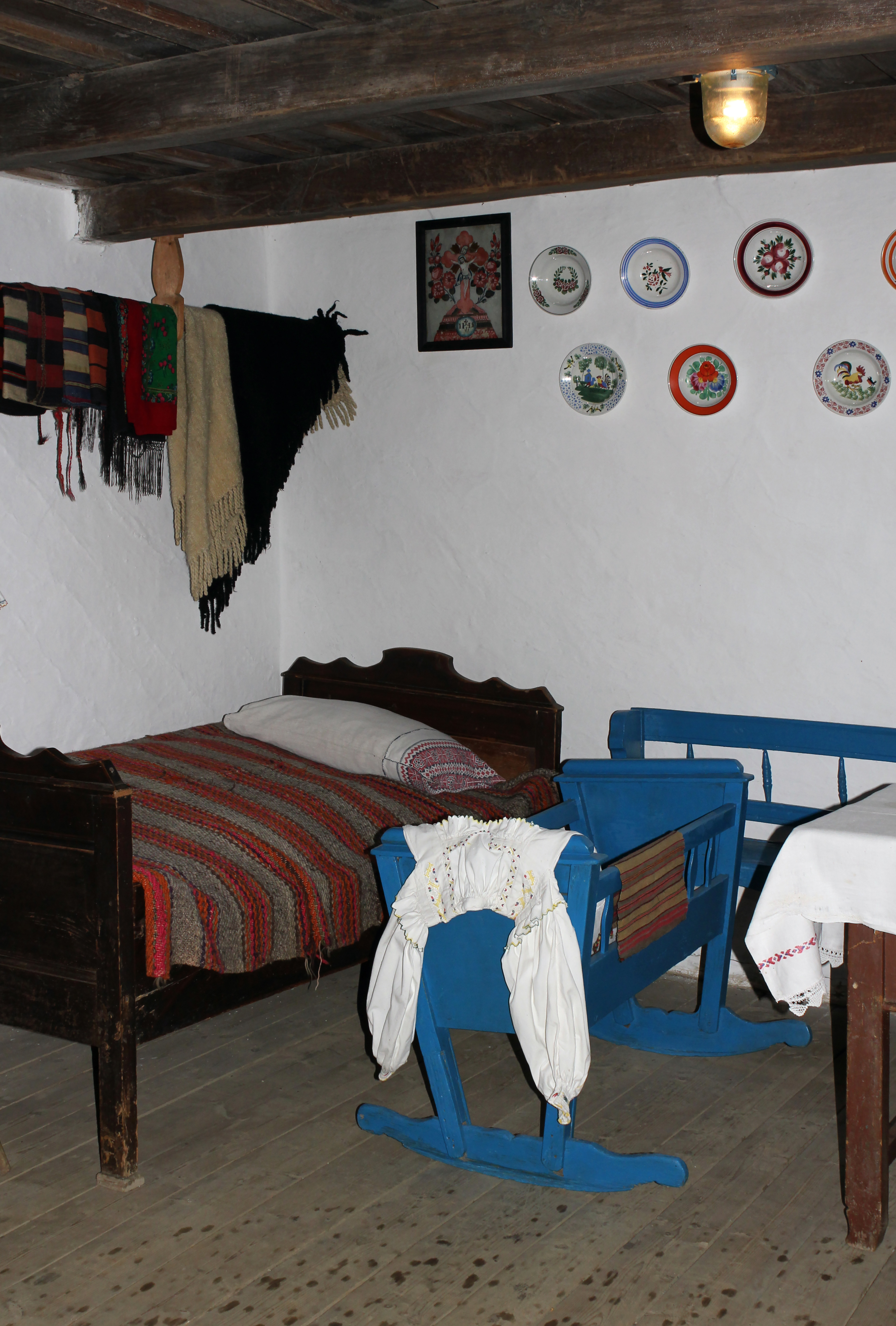
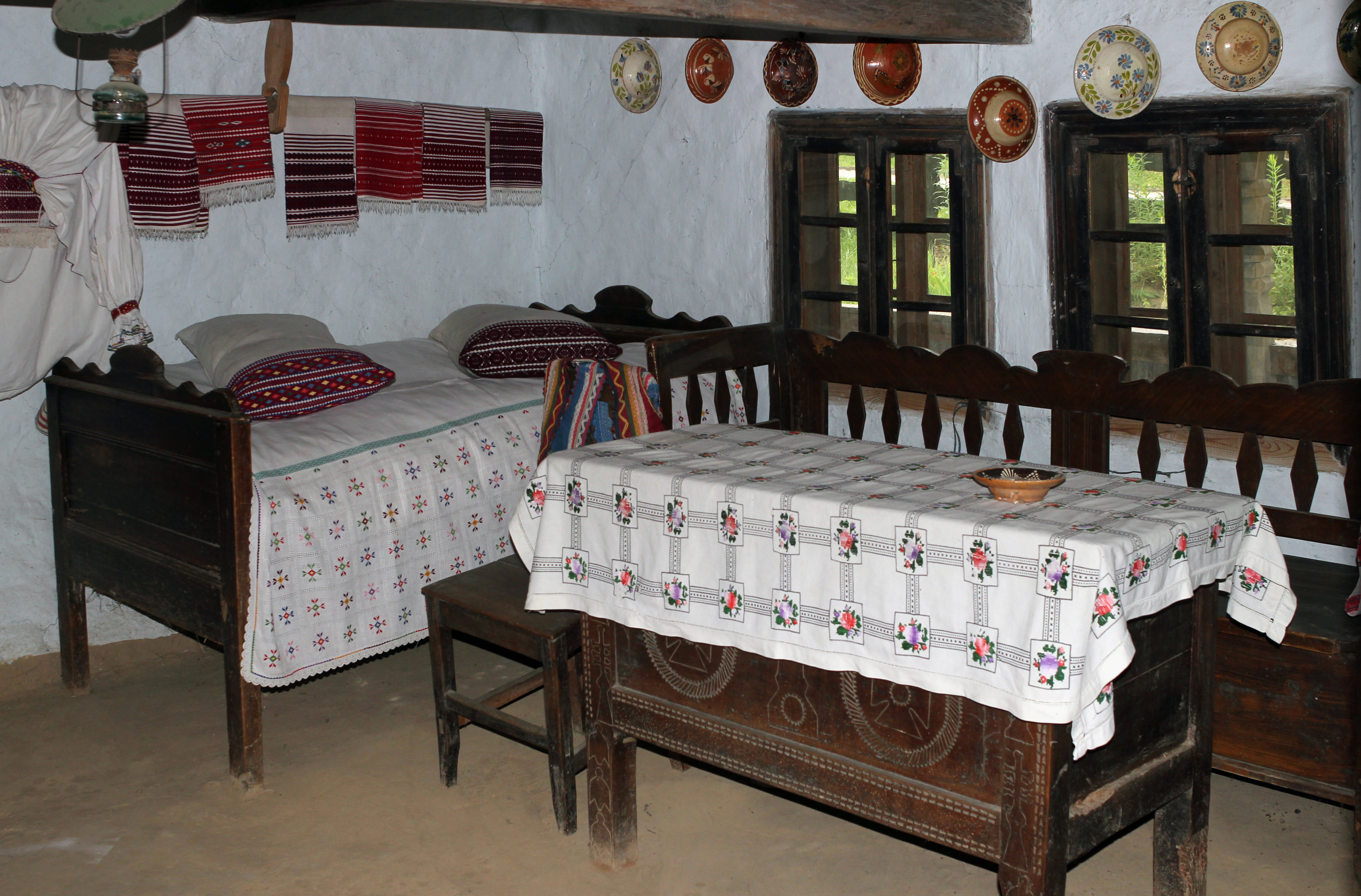
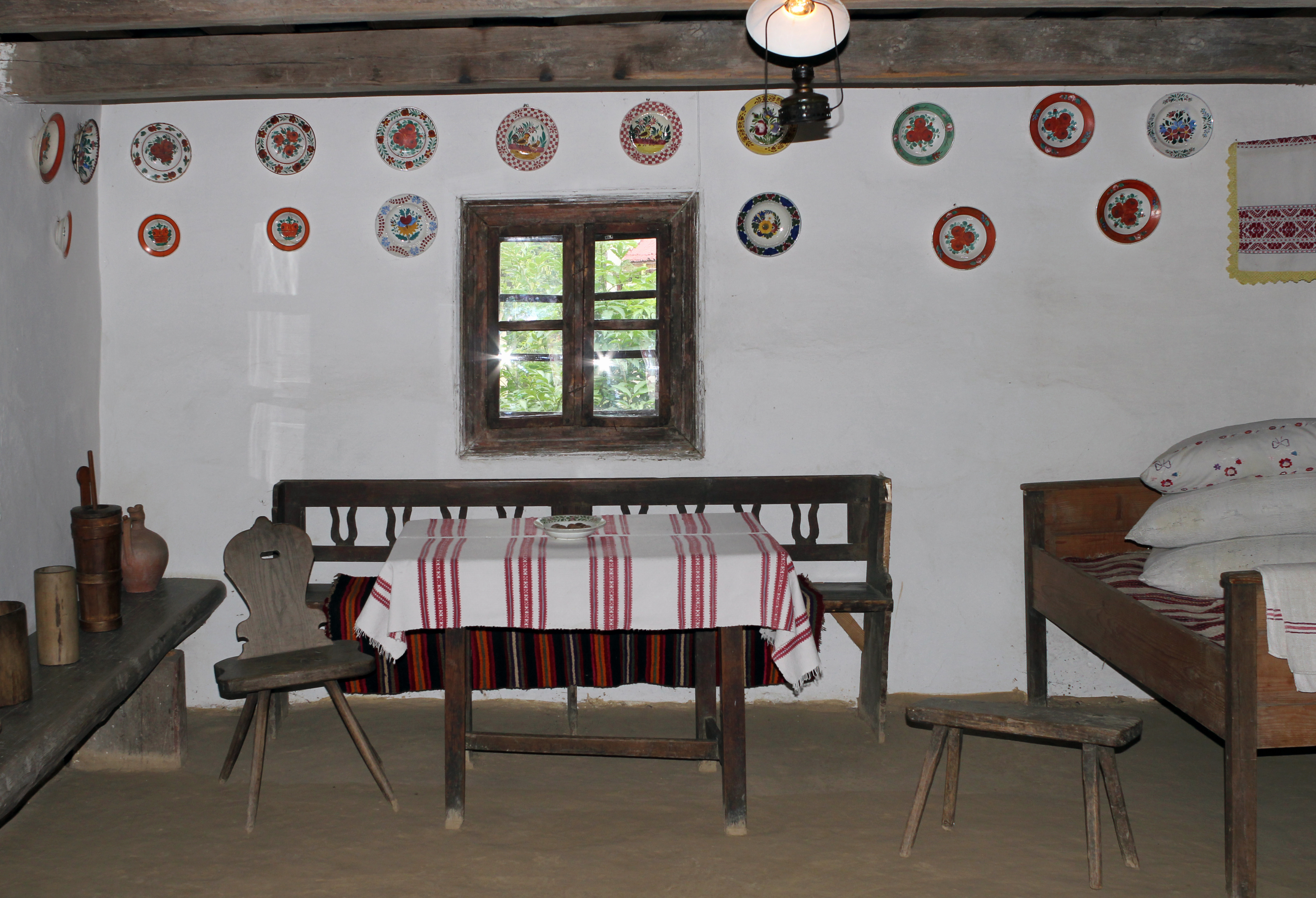

Das Museum erstreckt sich über 5,5 ha, wurde 1965 gegründet und ist seit dem Juni 1970 für Besucher geöffnet. Er besitzt 30 historische Bauwerke aus der Oblast Transkarpatien. Das Museum zeigt Beispiele von Dörfern der verschiedenen Volksgruppen aus dem Tiefland (Dolynjan, Rumänen, Ungarn) und dem Hochland (Bojken und Huzulen). Das Museum besitzt sieben Landgüter, sechs Wohngebäude, eine Schule, eine Schmiede, eine Mühle, ein Wirtshaus und mehr als 14.000 Objekte. Der Mittelpunkt des Museums ist die St. Michaels-Kirche aus dem 16. Jahrhundert mit ihren Zwiebeldächern und dem Zwiebelturm.
In der Nähe des Museums liegt die ehemalige Burg Uzhgorod. 

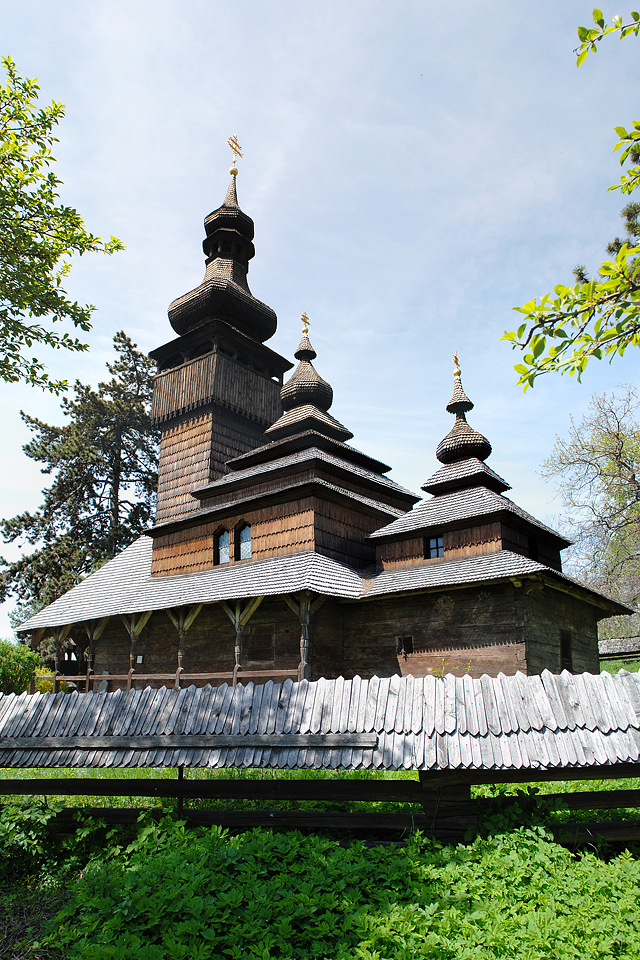
Holzkirche von 1777 des Dorfs Schelestowe (Rajon Mukatschewo)
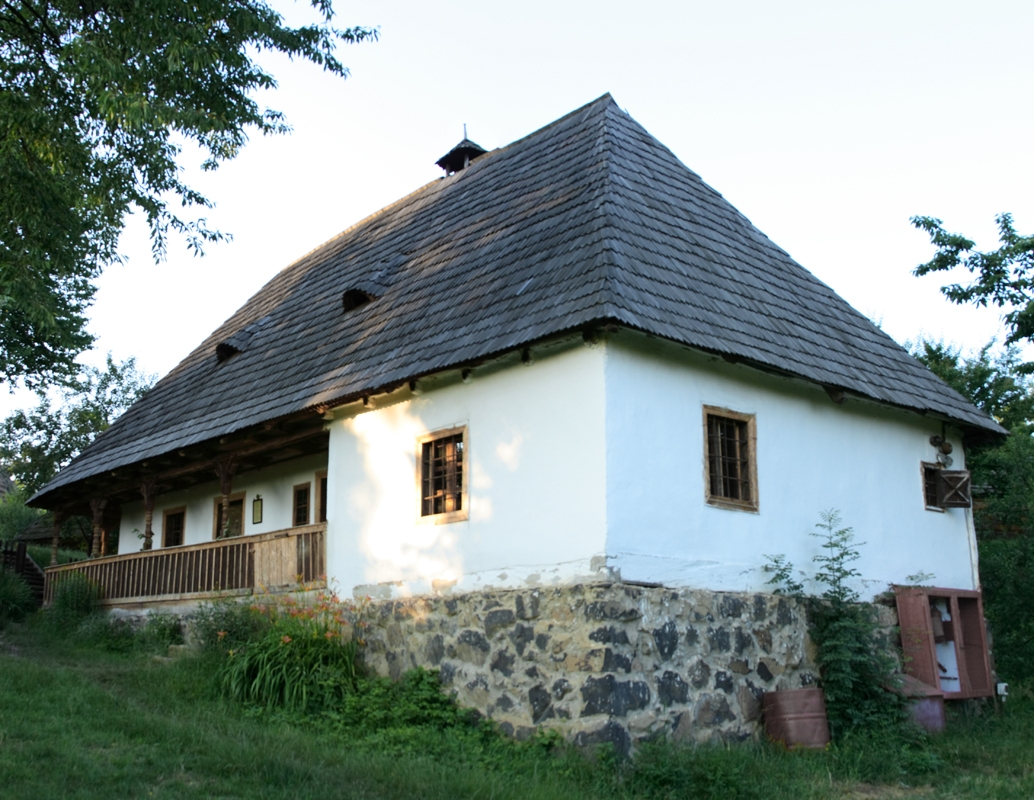
Traditionelles ungarisches Dorfhaus von 1879
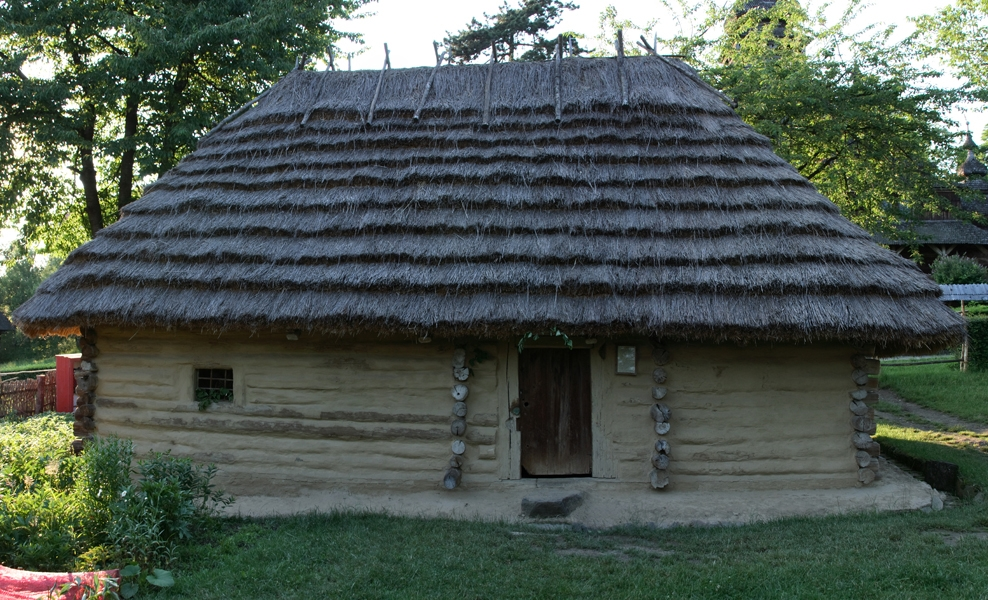
Bauernhaus aus dem späten 18. Jahrhundert
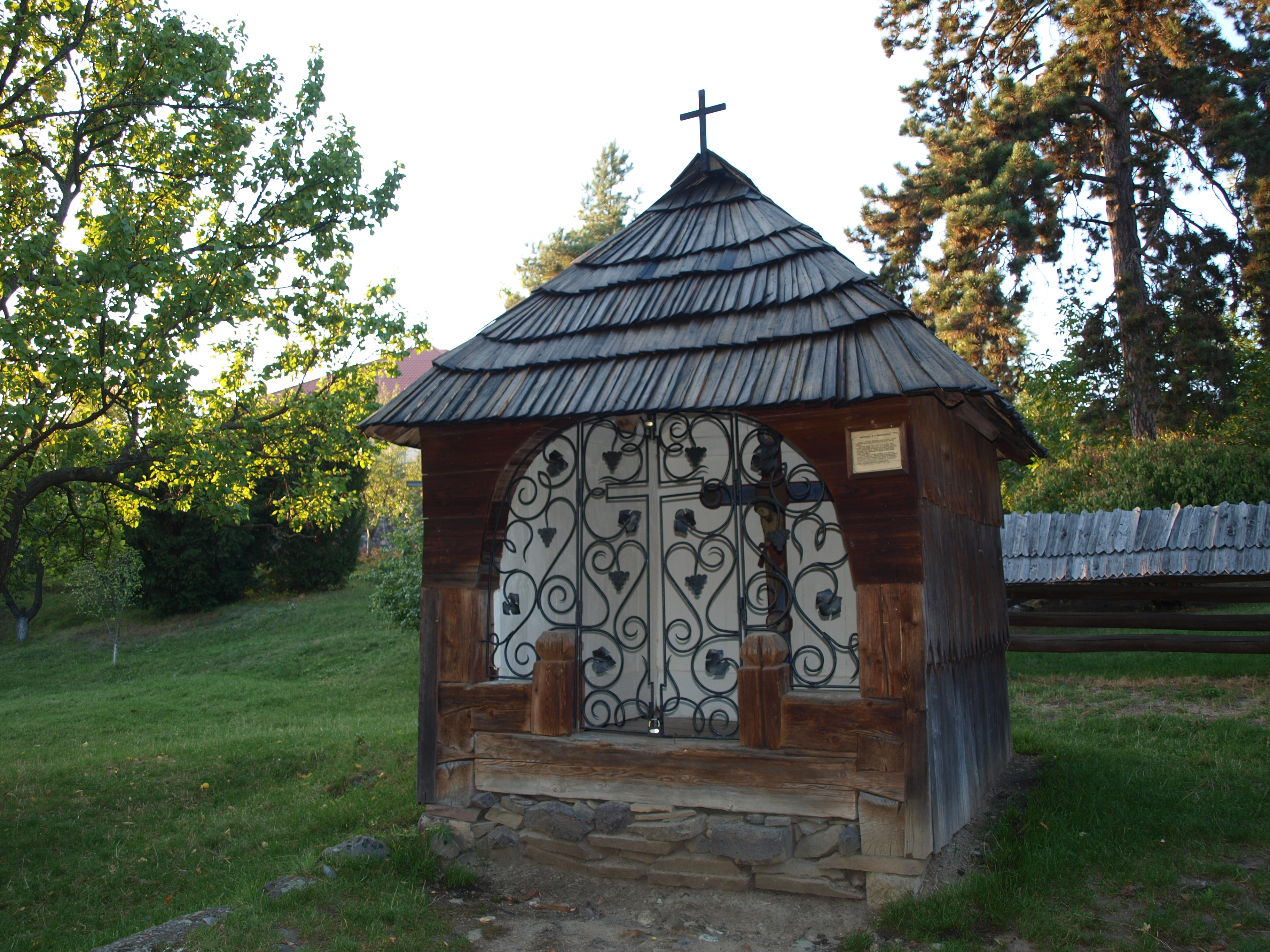
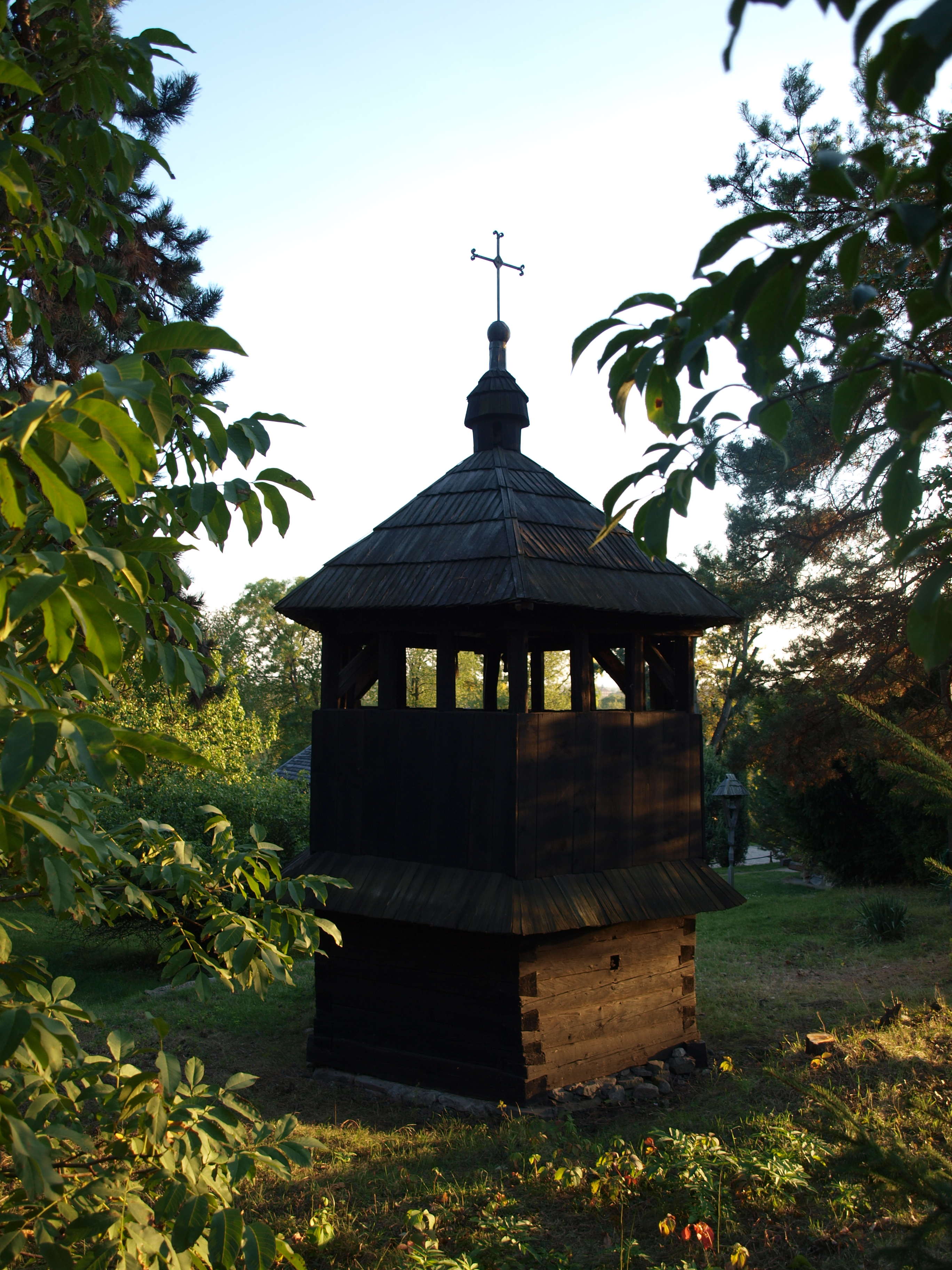
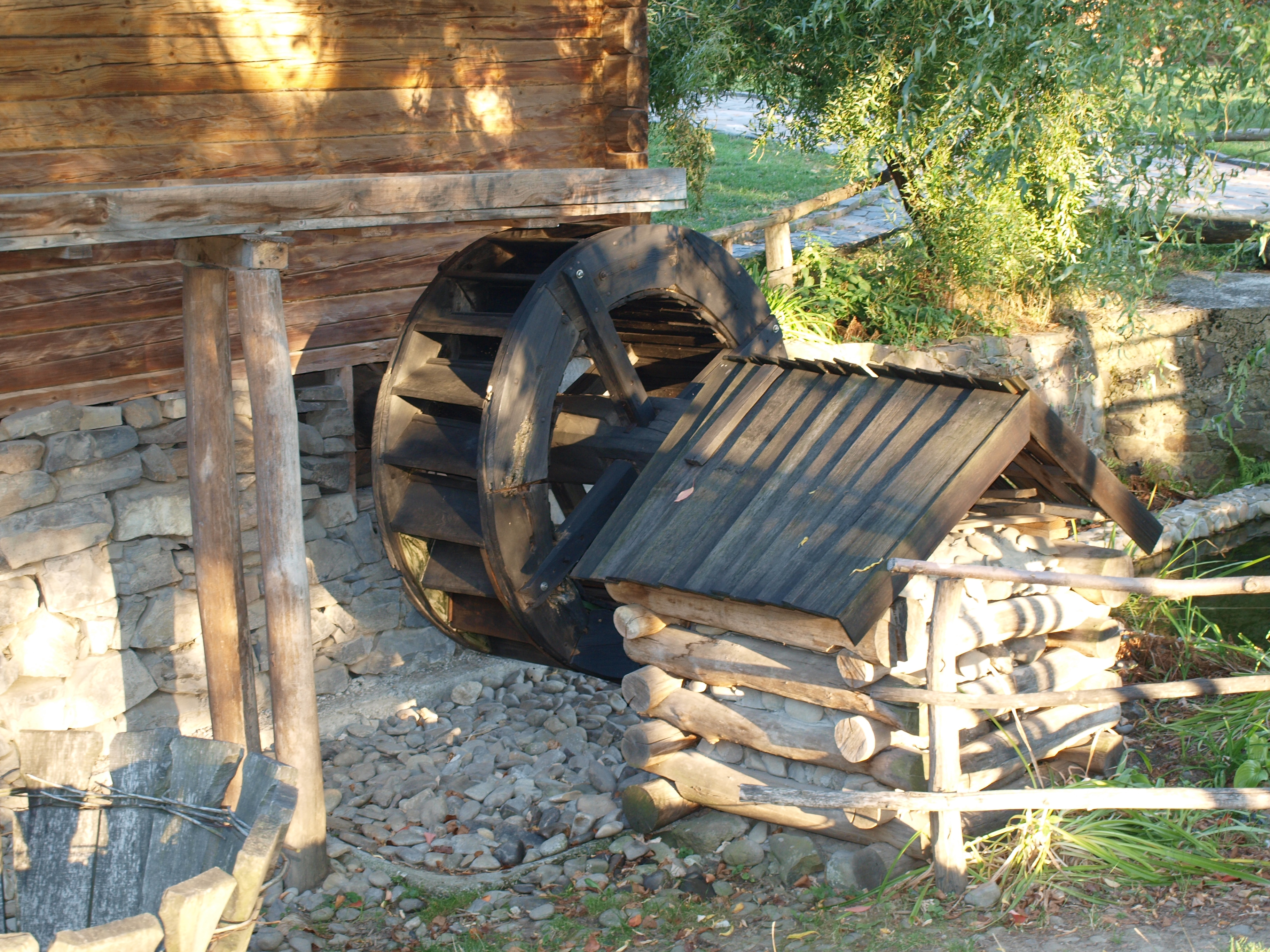

Galerie von Wohngebäuden: